# The Best... Ever!
The Best... Ever! – seria składanek wydawana przez wytwórnię EMI od 2004.
Do grudnia 2024 ukazało się 30 składanek, w tym trzy całkowicie po polsku, które sprzedano łącznie w ponad 900 tys. egzemplarzy w Polsce.

## Wydane składanki
- 2004: The Best Smooth Jazz... Ever!
- 2005: The Best Smooth Jazz... Ever! Vol.2
- 2005: The Best Classics... Ever!
- 2006: The Best Smooth Jazz... Ever! Vol.3
- 2006: The Best Samba... Ever!
- 2006: The Best Christmas... Ever!
- 2007: The Best Rock Ballads... Ever!
- 2007: The Best Disco... Ever!
- 2007: The Best Classics... Ever! Vol.2
- 2007: The Best Polish Songs... Ever!
- 2008: The Best Love... Ever!
- 2008: The Best Kids... Ever!
- 2008: The Best Film... Ever!
- 2009: The Best Polish Love Songs... Ever!
- 2009: The Best Smooth Jazz... Ever! Vol.4
- 2009: The Best Duets... Ever!
- 2010: The Best Polish Songs... Ever! Vol.2
- 2011: The Best Musicals... Ever!
- 2011: The Best Opera... Ever!
- 2011: The Best Disney... Ever!
- 2012: The Best Jazz... Ever!
- 2012: The Best Reggae... Ever!
- 2012: The Best Fado... Ever!
- 2012: The Best Blues... Ever!
- 2013: The Best Country... Ever!
- 2013: The Best Rock Ballads... Ever! Vol.2
- 2013: The Best Tango... Ever!
- 2013: The Best Christmas... Ever! Vol.2
- 2014: The Best Love... Ever! Vol.2
- 2014: The Best Chillout And Lounge... Ever!